# The Anthology
Albums de A Tribe Called Quest
The Love Movement
(1998) Hits, Rarities & Remixes
(2003)
The Anthology est une compilation du groupe A Tribe Called Quest, sorti le 26 octobre 1999.
L'album s'est classé 28e au Top R&B/Hip-Hop Albums et 81e au Billboard 200.
Une édition limitée comprenant un disque de remixes a été commercialisée uniquement en Europe.

## Liste des titres
| No  | Titre                                                       | Album                                                | Durée |
| --- | ----------------------------------------------------------- | ---------------------------------------------------- | ----- |
| 1.  | Check the Rhime                                             | The Low End Theory                                   | 3:38  |
| 2.  | Bonita Applebum                                             | People's Instinctive Travels and the Paths of Rhythm | 3:36  |
| 3.  | Award Tour (featuring Trugoy)                               | Midnight Marauders                                   | 3:26  |
| 4.  | Can I Kick It?                                              | People's Instinctive Travels and the Paths of Rhythm | 4:24  |
| 5.  | Scenario (featuring Charlie Brown, Dinco D et Busta Rhymes) | The Low End Theory                                   | 4:09  |
| 6.  | Buggin' Out                                                 | The Low End Theory                                   | 3:39  |
| 7.  | If the Papes Come                                           | Revised Quest for the Seasoned Traveller             | 4:14  |
| 8.  | Electric Relaxation                                         | Midnight Marauders                                   | 3:46  |
| 9.  | Jazz (We've Got)                                            | The Low End Theory                                   | 4:10  |
| 10. | I Left My Wallet in El Segundo                              | People's Instinctive Travels and the Paths of Rhythm | 4:06  |
| 11. | Hot Sex                                                     | Midnight Marauders                                   | 2:45  |
| 12. | Oh My God                                                   | Midnight Marauders                                   | 3:24  |
| 13. | Stressed Out (featuring Faith Evans)                        | Beats, Rhymes and Life                               | 4:53  |
| 14. | Luck of Lucien                                              | People's Instinctive Travels and the Paths of Rhythm | 4:32  |
| 15. | Description of a Fool                                       | People's Instinctive Travels and the Paths of Rhythm | 5:41  |
| 16. | Keeping It Moving                                           | Beats, Rhymes and Life                               | 3:48  |
| 17. | Find a Way                                                  | The Love Movement                                    | 3:23  |
| 18. | Sucka Nigga                                                 | Midnight Marauders                                   | 3:56  |
| 19. | Vivrant Thing                                               | Amplified                                            | 3:11  |

| 20. | Bonita Applebum (12" Why? Edit)              | 5:32 |
| 21. | I Left My Wallet in El Segundo (Vampire Mix) | 5:54 |
| 22. | Pubic Enemy (Saturday Night Virus Discomix)  | 4:16 |
| 23. | Can I Kick It? (Extended Boilerhouse Mix)    | 6:40 |
| 24. | Scenario (Young Nation Mix)                  | 5:10 |
| 25. | Bonita Applebum (Hootie Mix)                 | 3:15 |
| 26. | Oh My God (UK Flavour Radio Mix)             | 3:51 |